# Libertà di pensiero
La libertà di pensiero inizia dentro di noi (foro interiore), ma si realizza pienamente quando può uscire all’esterno, attraverso parole e comportamenti (libertà di espressione). Secondo Norberto Bobbio, questa esternazione è ciò che rende una società realmente libera e democratica: dove le idee circolano, si confrontano e possono trasformare la realtà.

## Teorizzazione
Immanuel Kant riteneva che la libera circolazione delle idee fosse il fondamento della conoscenza e dell'emancipazione dell'uomo. 
A questa visione di società si contrappone un'idea di società in cui l'espressione e la coscienza dell'individuo siano sottoposte alla "amorevole tutela" del potere, sia esso manifestamente violento oppure celato e paternalistico.
L'unica salvezza dalla massa, dallo Stato, dal regime, consiste nel rifugiarsi nel "corretto dispiegarsi del pensiero": l'unica autorità riconosciuta è la ragione. Il pensiero reca in nuce le condizioni per l'esercizio della libertà. La libertà di pensiero è parte integrante dell'anarchia senza dogmatismi di sorta.
L'autonomia dell'indagine si affianca alla retta via, in quanto il viaggio che conduce alla libertà, secondo molti filosofi, deve essere caratterizzato dalla solitudine, ove non dell'ascesi.

## Fonti
La Dichiarazione universale dei diritti umani afferma all'articolo 18: «Ogni individuo ha il diritto alla libertà di pensiero, coscienza e di religione; tale diritto include la libertà di cambiare religione o credo, e la libertà di manifestare, isolatamente o in comune, sia in pubblico che in privato, la propria religione o il proprio credo [...]»
La Costituzione della Repubblica Italiana, all'articolo 21, recita: 
«Tutti hanno diritto di manifestare liberamente il proprio pensiero con la parola, lo scritto e ogni altro mezzo di diffusione.»
La Convenzione per la salvaguardia dei diritti dell'uomo e delle libertà fondamentali (firmata a Roma il 4 novembre 1950) recita all'art. 9: "1. Ogni persona ha diritto alla libertà di pensiero, di coscienza e di religione: tale diritto include la libertà di cambiare di religione o di credo e la libertà di manifestare individualmente o collettivamente, sia in pubblico che in privato, mediante il culto, l'insegnamento, le pratiche e l'osservanza dei riti. 2. La libertà di manifestare la propria religione o il proprio credo può essere oggetto di quelle sole restrizioni che, stabilite per legge, costituiscono misure necessarie in una società democratica, per la protezione dell'ordine pubblico, della salute o della morale pubblica, o per la protezione dei diritti e della libertà altrui".
La libertà di pensiero (art.21)
La libertà di manifestazione del pensiero è tra tutte le libertà civili, sicuramente la più importante ed espressiva perché interessa da un lato, la vita spirituale dell'uomo e il patrimonio, le idee di cui egli è portatore, dall'altro la sua partecipazione alla vita e al progresso del paese.
La Costituzione della Comunità europea recita all'articolo II-70:
«1. Ogni persona ha diritto alla libertà di pensiero, di coscienza e di religione. Tale diritto include la libertà di cambiare religione o convinzione, così come la libertà di manifestare la propria religione o la propria convinzione individualmente o collettivamente, in pubblico o in privato, mediante il culto, l'insegnamento, le pratiche e l'osservanza dei riti.

2. Il diritto all'obiezione di coscienza è riconosciuto secondo le leggi nazionali che ne disciplinano l'esercizio.»

## Modalità di esercizio
Già John Stuart Mill aveva teorizzato il “principio del danno” come limite per la libertà di espressione del pensiero, di cui pure affermava si trattasse del pilastro della società libera. Ronald Dworkin - secondo cui la libertà di espressione va protetta anche quando le opinioni sono offensive o scomode, perché è parte dell’eguaglianza morale di tutti gli individui - accetta che ci siano limiti ispirati al principio di proporzionalità, per proteggere altri diritti fondamentali, come la dignità e la sicurezza. Robert Alexy, poi, propone il concetto di “principi in bilanciamento” (Abwägung): i diritti fondamentali (inclusa la libertà di espressione) non sono assoluti, ma vanno bilanciati caso per caso con altri principi (es. ordine pubblico, dignità, non discriminazione).
Gustavo Zagrebelsky richiama l’importanza di interpretare i diritti in modo sostanziale e non solo formale, e la libertà di pensiero rientra in questa lettura: “La Costituzione non si limita a garantire che ciascuno pensi liberamente, ma che abbia anche spazi concreti per agire secondo le proprie convinzioni.”. Lo stesso autore, peraltro, affronta il tema dell’equilibrio tra diritti individuali e interessi collettivi, fondamentale per capire quando e come la libertà di espressione può essere limitata.
Luigi Ferrajoli distingue tra diritti inviolabili (foro interiore), non limitabili, e diritti esercitabili (come l’espressione pubblica): questi possono subire limitazioni legali giustificate e proporzionate; nel farlo, richiama spesso il principio di non contraddizione tra diritti fondamentali, per cui nessuno può essere esercitato in modo da annullare o ledere altri diritti fondamentali. Già Carlo Esposito e Costantino Mortati, del resto, avevano chiarito che la libertà di pensiero non è illimitata, ma il suo esercizio deve rispettare i limiti interni (es. verità, dignità umana) e i limiti esterni imposti dalla legge (es. diffamazione, incitamento all’odio).
La tesi del bilanciamento tra libertà di pensiero ed altri valori ed interessi pubblici contrasta con la concezione ampia della libertà di espressione, in cui il pensiero deve poter essere espresso anche attraverso azioni concrete (es. simboli, gesti, comportamenti): nel propugnare questa visione estensiva, secondo la quale non solo le parole ma anche le azioni cariche di significato politico, religioso o ideologico dovrebbero essere tutelate, il vice Presidente degli Stati Uniti J. D. Vance a Monaco il 15 febbraio 2025 ha sostenuto che l'Europa sta restringendo indebitamente questa libertà sotto forma di leggi o provvedimenti repressivi verso certe opinioni o credenze. In risposta a questa visione, il New York Times ha difeso le modalità con cui la democrazia si difende dai suoi nemici, ricordando ad esempio che la Germania è “inequivocabilmente democratica non perché onori in modo acritico un principio di libertà illimitata (nessuna democrazia lo fa), ma perché vigila attentamente sui nemici della democrazia mantenendo viva la memoria di ciò che la nazione è stata un tempo”.